# Ioan Silviu Suciu
Ioan Silviu Suciu (Sibiu, Rumania, 24 de noviembre de 1977) es un gimnasta artístico rumano, medallista olímpico de bronce en 2004 en el concurso por equipos.

## Carrera deportiva
En el Campeonato Europeo celebrado en Patras (Grecia) en 2002 consiguió la medalla de oro en la competición por equipos.
En los JJ. OO. de Atenas 2004 gana el bronce en el concurso por equipos, tras Japón y Estados Unidos. Sus compañeros de equipo fueron: Marian Drăgulescu, Daniel Popescu, Răzvan Dorin Șelariu, Dan Nicolae Potra y Marius Daniel Urzică.